# Trichomanes ekmanii
Trichomanes ekmanii là một loài dương xỉ trong họ Hymenophyllaceae. Loài này được Wess. Boer mô tả khoa học đầu tiên năm 1962.